# Trombosis de la vena renal
La trombosis de la vena renal (RVT) es la formación de un coágulo o de un trombo que obstruye la vena renal, conduciendo a una reducción en el drenaje del riñón.
Esta trombosis puede conducir a desequilibrios en el factor de coagulación de la sangre. Sus síntomas pueden incluir sangre en la orina o estar reducida en volumen. La cirugía para quitar el coágulo es posible, pero es raramente realizada.